# Chimney Point
Chimney Point es un área no incorporada ubicada en el condado de Addison en el estado estadounidense de Vermont.

## Geografía
Chimney Point se encuentra ubicado en las coordenadas 44°02′10″N 73°25′05″O / 44.03611, -73.41806.